# Atanásio II de Antioquia
Atanásio II de Antioquia, também chamado de Atanásio de Balad, foi o patriarca ortodoxo siríaco de Antioquia entre 683 e 686 d.C.

## Vida e obras
Durante o seu patriarcado, Antioquia era governada pela casa de Marwan, um ramo dos Omíadas, que, na época, lutava para se manter viva durante a Segunda Guerra Civil. Atanásio alertou a sua comunidade contra os perigos das "práticas pagãs", muitas delas também condenadas pelo Corão (como em 5:3: "Estão-vos vedados: a carniça, o sangue, a carne de suíno e tudo o que tenha sido sacrificado com a invocação de outro nome que não seja o de Deus; os animais estrangulados, os vitimados a golpes, os mortos por causa de uma queda, ou chifrados, os abatidos por feras, salvo se conseguirdes sacrificá-los ritualmente; o (animal) que tenha sido sacrificado nos altares. Também vos está vedado fazer adivinhações com setas, porque isso é uma profanação."). 